# Irish People's Liberation Organisation
L'Irish People's Liberation Organisation (IPLO, français : Organisation de libération populaire irlandaise) est un groupe paramilitaire républicain nord-irlandais actif de 1986 à 1992. L'organisation est placée sur la liste officielle des organisations terroristes du Royaume-Uni. Le Republican Socialist Collective est sa branche politique. Durant sa courte existence, l'IPLO est responsable de 24 morts et perd 9 de ses membres.
Issu d'une scission de l'Irish National Liberation Army, il vise pendant le conflit nord-irlandais les membres de cette dernière ainsi que des loyalistes. Suspecté de trafic de drogue, l'organisation est démantelée par l'IRA provisoire en 1992.